# قصور الإيماء

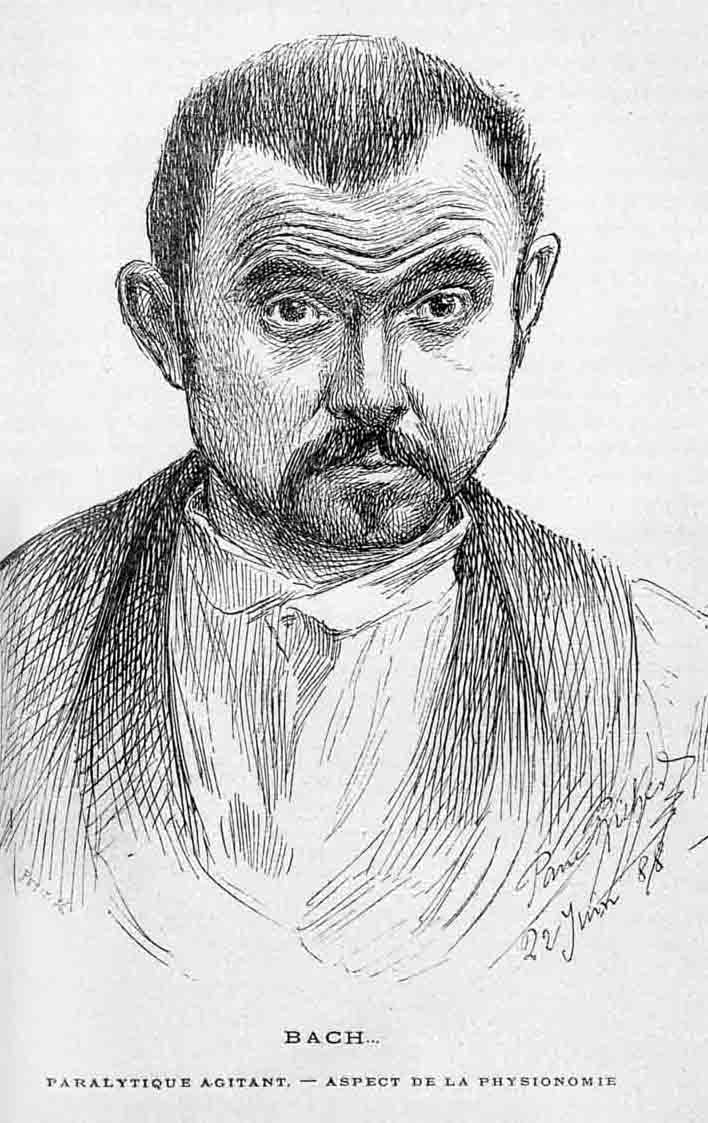
رسم لوجه مريض بمرض باركنسون يظهر قصور الإيماء. Depiction appeared in Nouvelle iconographie de la Salpétrière, tome 1 (1888)

قصور الإيماء (بالإنجليزية: Hypomimia)‏ علامة طبية وهو درجة منخفضة من تعبير الوجه. ويمكن أن يكون نتيجة ضعف حركي (على سبيل المثال الضعف أو شلل في عضلات الوجه) كما في مرض باركنسون ، أو لأسباب أخرى مثل العوامل النفسية أو لسيكولوجية (على سبيل المثال ، إذا كان المريض لا يشعر فعلاً بـ العواطف فلا يظهر عليه أي تعبير).